# 퍼사드 패턴

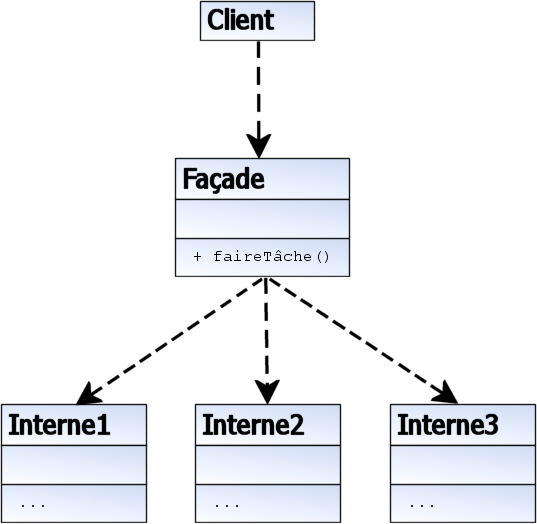

퍼사드(프랑스어: façade[fəˈsɑːd] 영어: facade) 패턴(외관 패턴)은 소프트웨어 공학 디자인 패턴 중 하나이다. 객체 지향 프로그래밍 분야에서 자주 쓰인다. Facade (외관)는 "건물의 정면"을 의미한다.
퍼사드는 클래스 라이브러리 같은 어떤 소프트웨어의 다른 커다란 코드 부분에 대한 간략화된 인터페이스를 제공하는 객체이다.
- 퍼사드는 소프트웨어 라이브러리를 쉽게 사용할 수 있게 해준다. 또한 퍼사드는 소프트웨어 라이브러리를 쉽게 이해할 수 있게 해 준다. 퍼사드는 공통적인 작업에 대해 간편한 메소드들을 제공해준다.
- 퍼사드는 라이브러리를 사용하는 코드들을 좀 더 읽기 쉽게 해준다.
- 퍼사드는 라이브러리 바깥쪽의 코드가 라이브러리의 안쪽 코드에 의존하는 일을 감소시켜 준다. 대부분의 바깥쪽의 코드가 퍼사드를 이용하기 때문에 시스템을 개발하는 데 있어 유연성이 향상된다.
- 퍼사드는 좋게 작성되지 않은 API의 집합을 하나의 좋게 작성된 API로 감싸준다.

래퍼(wrapper)가 특정 인터페이스를 준수해야 하며, 폴리모픽 기능을 지원해야 할 경우에는 어댑터 패턴을 쓴다. 단지 쉽고 단순한 인터페이스를 이용하고 싶을 경우에는 퍼사드를 쓴다.

## 구조
퍼사드
퍼사드 클래스는 패키지 1,2,3 및 그림에 나오지 않은 그 밖의 응용 프로그램 코드와 상호 동작한다.
클라이언트
패키지 내의 리소스들을 접근하기 위해 퍼사드 클래스를 쓰는 객체들이다.
패키지
소프트웨어 라이브러리 / API 집합이다. 퍼사드 클래스를 통해 접근된다.

## 예제

### Java
아래 Java 코드 예제는 사용자(you)가 퍼사드(컴퓨터)를 통해 컴퓨터 내부의 부품(CPU, HDD) 등을 접근한다는 내용의 추상적인 예제이다.
```
/* Complex parts */

class
 
CPU
 
{

	
public
 
void
 
freeze
()
 
{
 
...
 
}

	
public
 
void
 
jump
(
long
 
position
)
 
{
 
...
 
}

	
public
 
void
 
execute
()
 
{
 
...
 
}

}

class
 
Memory
 
{

	
public
 
void
 
load
(
long
 
position
,
 
byte
[]
 
data
)
 
{

		
...

	
}

}

class
 
HardDrive
 
{

	
public
 
byte
[]
 
read
(
long
 
lba
,
 
int
 
size
)
 
{

		
...

	
}

}

/* Façade */

class
 
Computer
 
{

	
public
 
void
 
startComputer
()
 
{

        
CPU
 
cpu
 
=
 
new
 
CPU
();

        
Memory
 
memory
 
=
 
new
 
Memory
();

        
HardDrive
 
hardDrive
 
=
 
new
 
HardDrive
();

		
cpu
.
freeze
();

		
memory
.
load
(
BOOT_ADDRESS
,
 
hardDrive
.
read
(
BOOT_SECTOR
,
 
SECTOR_SIZE
));

		
cpu
.
jump
(
BOOT_ADDRESS
);

		
cpu
.
execute
();

	
}

}

/* Client */

class
 
You
 
{

	
public
 
static
 
void
 
main
(
String
[]
 
args
)
 
throws
 
ParseException
 
{

		
Computer
 
facade
 
=
 
/* grab a facade instance */
;

		
facade
.
startComputer
();

	
}

}

```

### C#
```
// Facade pattern -- Structural example

using
 
System
;

namespace
 
DoFactory.GangOfFour.Facade.Structural

{

  
// Mainapp test application

  
class
 
MainApp

  
{

    
public
 
static
 
void
 
Main
()

    
{

      
Facade
 
facade
 
=
 
new
 
Facade
();

      
facade
.
MethodA
();

      
facade
.
MethodB
();

      
// Wait for user

      
Console
.
Read
();

    
}

  
}

  
// "Subsystem ClassA"

  
class
 
SubSystemOne

  
{

    
public
 
void
 
MethodOne
()

    
{

      
Console
.
WriteLine
(
" SubSystemOne Method"
);

    
}

  
}

  
// Subsystem ClassB"

  
class
 
SubSystemTwo

  
{

    
public
 
void
 
MethodTwo
()

    
{

      
Console
.
WriteLine
(
" SubSystemTwo Method"
);

    
}

  
}

  
// Subsystem ClassC"

  
class
 
SubSystemThree

  
{

    
public
 
void
 
MethodThree
()

    
{

      
Console
.
WriteLine
(
" SubSystemThree Method"
);

    
}

  
}

  
// Subsystem ClassD"

  
class
 
SubSystemFour

  
{

    
public
 
void
 
MethodFour
()

    
{

      
Console
.
WriteLine
(
" SubSystemFour Method"
);

    
}

  
}

  
// "Facade"

  
class
 
Facade

  
{

    
SubSystemOne
 
one
;

    
SubSystemTwo
 
two
;

    
SubSystemThree
 
three
;

    
SubSystemFour
 
four
;

    
public
 
Facade
()

    
{

      
one
 
=
 
new
 
SubSystemOne
();

      
two
 
=
 
new
 
SubSystemTwo
();

      
three
 
=
 
new
 
SubSystemThree
();

      
four
 
=
 
new
 
SubSystemFour
();

    
}

    
public
 
void
 
MethodA
()

    
{

      
Console
.
WriteLine
(
"\nMethodA() ---- "
);

      
one
.
MethodOne
();

      
two
.
MethodTwo
();

      
four
.
MethodFour
();

    
}

    
public
 
void
 
MethodB
()

    
{

      
Console
.
WriteLine
(
"\nMethodB() ---- "
);

      
two
.
MethodTwo
();

      
three
.
MethodThree
();

    
}

  
}

}

```

## 같이 보기
- 캡슐화